# آرمان‌گرایی

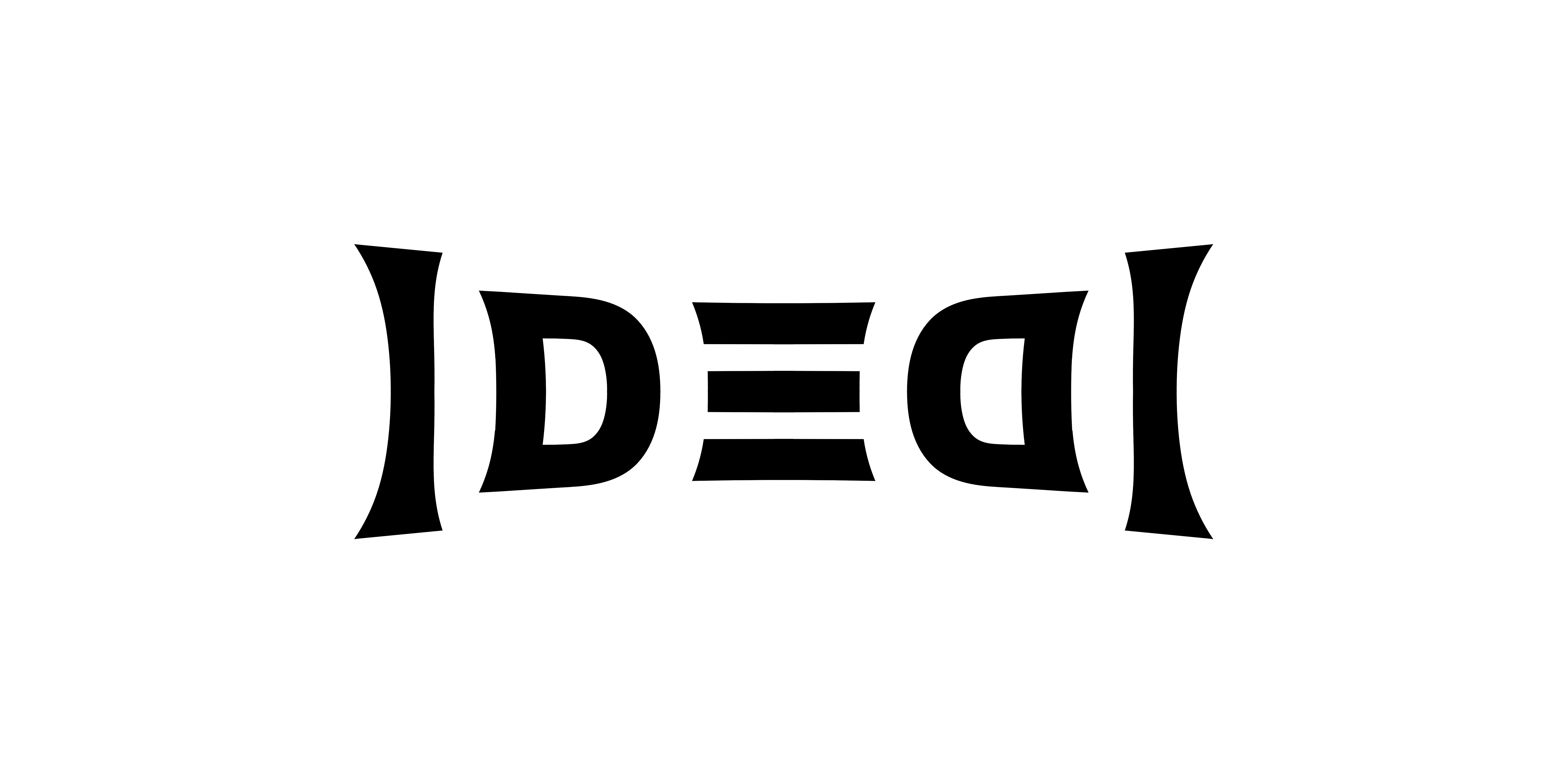
نماد آرمان‌گرایی

آرمان‌گرایی یا ایدئالیسم اخلاقی، به معنی ستایش یا دنبال کردن اصول یا اهداف متعالی یا حقیقی و به تعبیر دیگر، پیگیری مصرانه «آرمان» یا «ایدئال» است. این مفهوم معمولاً در برابر واقع‌گرایی قرار می‌گیرد که به معنی تسلیم شدن در برابر واقعیت‌هاست.